# Athena/Bowdoin-Werkstatt

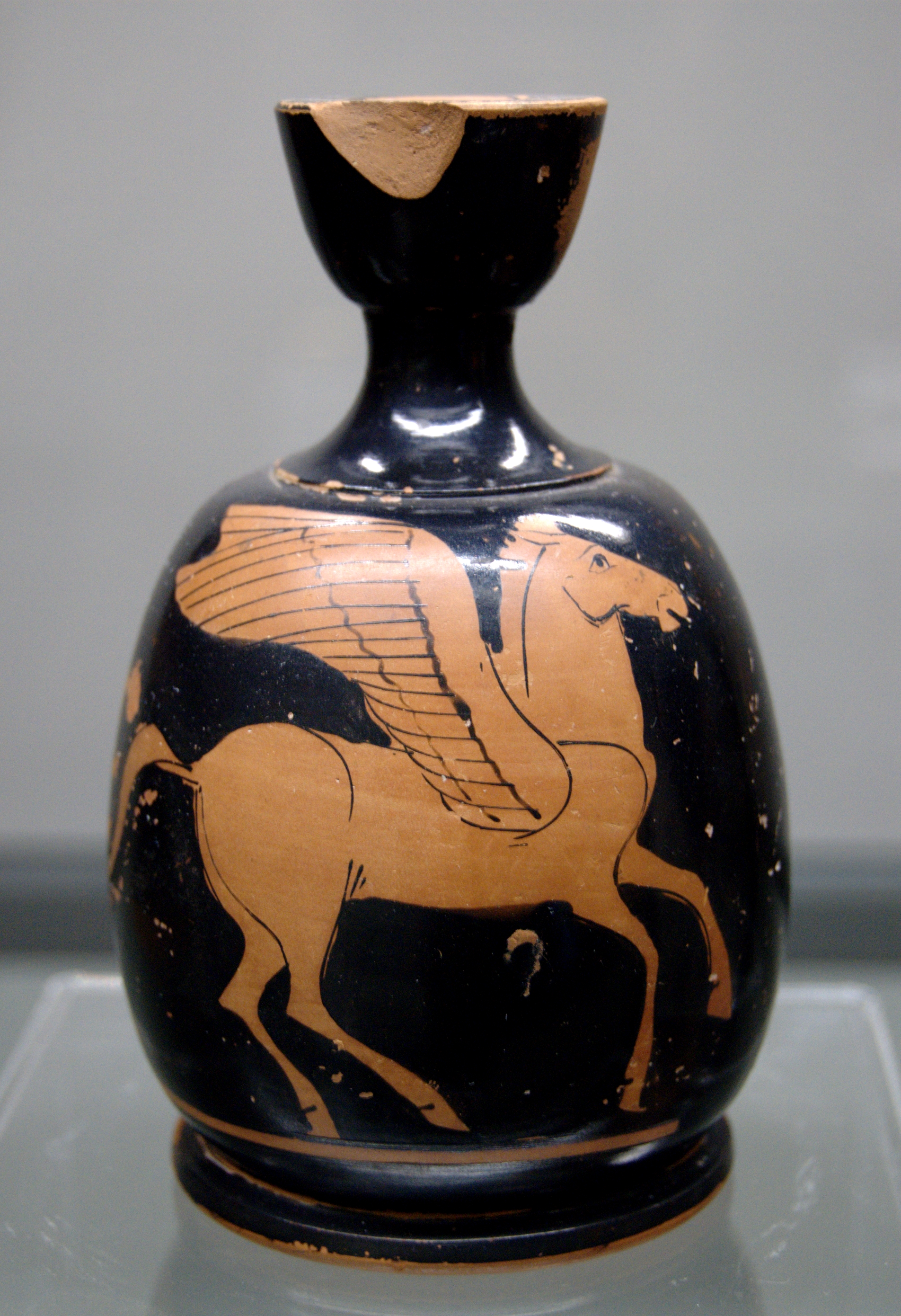
Pegasos auf einer rotfigurigen Bauchlekythos des Bowdoin-Malers; um 480/60 v. Chr., gefunden auf Sizilien, heute in den Staatlichen Antikensammlungen in München

Die Athena/Bowdoin-Werkstatt war eine der führenden Produktionsstätten kleinerer Feinkeramik im antiken Athen in der ersten Hälfte des 5. Jahrhunderts v. Chr.
Führende Künstler der Werkstatt waren der schwarzfigurig arbeitende Athena-Maler und der rotfigurig arbeitende Bowdoin-Maler. Beide Maler arbeiteten auch weißgrundig. Manche Forscher gehen davon aus, dass es sich hier um denselben Künstler handelt. Allerdings kann es sich hier auch um eine einfache Werkstattverbindung der beiden Maler handeln. Die Werkstatt war eines der Produktionszentren, in denen die Bemalung von Lekythen im weißgrundigen Stil vorangetrieben wurde, die im 5. Jahrhundert v. Chr. von besonderer Bedeutung sein sollten. Aus der Werkstatt stammen auch viele schwarz gedeckte Lekythen und viele Oinochoen unterschiedlichster Qualität.
Zur Zeit des Athena-Malers arbeitete der Maler von Rhodos 13472 in der Werkstatt.